# Liste des uniques survivants d'accidents aériens
Cette liste des uniques survivants d'accidents aériens référence les personnes ayant survécu à des accidents de transport aérien ayant causé la mort d'au moins dix passagers et dont elles sont l'unique rescapé.

## Exemples notables

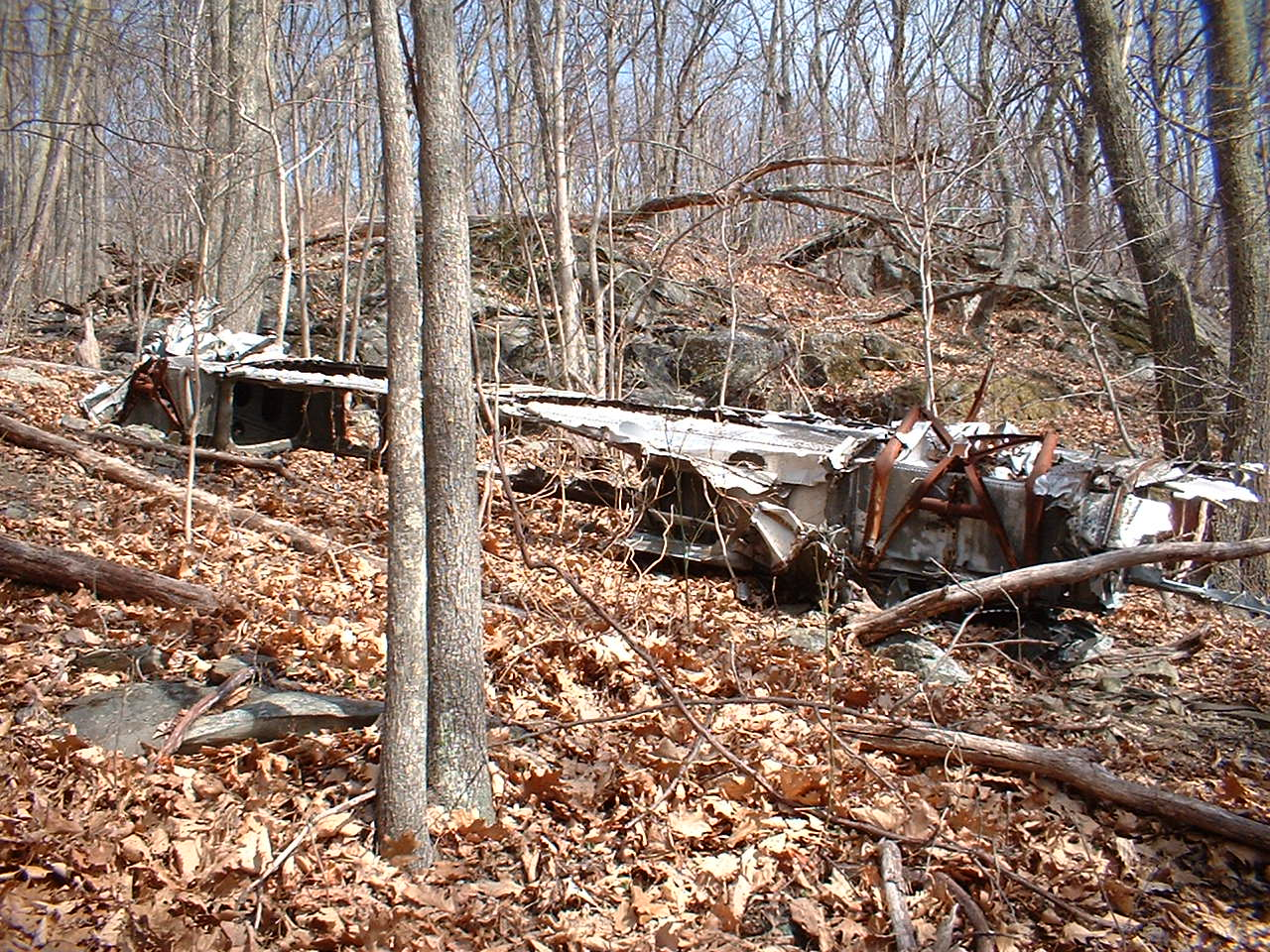
Phil Bradley, âgé de 33 ans, fut le seul survivant de l'écrasement du vol 349 de Piedmont Airlines près de Crozet, en Virginie, en 1959.

La première rescapée connue est Linda McDonald. Le 5 septembre 1936, elle a survécu à l'écrasement d'un avion de tourisme Skyways qui a tué 10 autres personnes, dont son petit ami.
Le plus jeune rescapé connu s'appelle Chanayuth Nim-anong qui, le 3 septembre 1997, a survécu à l'accident du vol Vietnam Airlines 815 alors qu'il était âgé à l'époque d'à peine 14 mois. Soixante-cinq personnes meurent dans l'accident. Le rescapé le plus âgé figurant dans cette liste est Alexander Sizov, âgé de 52 ans lors de l'écrasement du vol Yak-Service 9633 le 7 septembre 2011 qui a tué 44 personnes.[réf. nécessaire]
Selon le livre des records Guinness, Vesna Vulović, qui était  hôtesse de l'air, détient le record de survie à la plus haute chute sans parachute, d'une hauteur de 10 160 m lors de l'accident du vol JAT 367. En 2009, une controverse visant à faire créditer l'affaire comme résultat de la propagande communiste éclate, mais les données des enregistreurs de bord confirment l'histoire officielle.
L'histoire de Huang Yu est sujette à controverse. En effet, en 1948, il aurait survécu à l'accident de l'avion Miss Macao de la compagnie aérienne Cathay Pacific qu'il aurait essayé de détourner avant d'en perdre le contrôle et de s'écraser, tuant ainsi la totalité des 26 personnes présentes à bord.[réf. nécessaire]
L'accident aérien le plus meurtrier auquel une seule personne ait survécu est celui du vol Air India 171, qui s'est écrasé à Ahmedabad (Inde) le 12 juin 2025. L'accident fait 241 morts sur les 242 passagers et membres d'équipage ainsi que 19 victimes au sol. L'unique rescapé de ce drame, légèrement blessé, est un homme de quarante ans nommé Vishwash Kumar Ramesh.

## Liste
| Nom des rescapés                                              | Âge lors de l'accident | Passager ou membre d'équipage | Compagnie aérienne                  | Vol / information                                                                                     | Date              | Nombre de morts | Sources |
| ------------------------------------------------------------- | ---------------------- | ----------------------------- | ----------------------------------- | --- | ----------------- | --------------- | ------- |
| Linda McDonald                                                | 17 ans                 | P                             | Skyways                             | | 5 septembre 1936  | 10              |         |
| Clarence Bates                                                | 41 ans                 | ME                            | Northwest Airlines                  | | 30 octobre 1941   | 14              | [ 4 ]   |
| Lt Andrew Jack                                                | 24 ans                 | ME                            | Royal Air Force                     | Accident d'un hydravion de la RAF Short Sunderland tuant le prince George, duc de Kent, en août 1942. | 25 août 1942      | 15              |         |
| John Alfred Howard                                            | 26 ans                 | P                             | Pan American-Grace Airways          | Vol 9                                                                                                 | 22 janvier 1943   | 14              |         |
| Foye Kenneth Roberts                                          | 22 ans                 | P                             | U.S. Army Air Forces                | | 14 juin 1943      | 40              | [ 5 ]   |
| Eduard Prchal                                                 | 32 ans                 | ME                            | RAF                                 | Écrasement d'un B-24 à Gibraltar                                                                      | 4 juillet 1943    | 10              |         |
| Peter Link                                                    | 3 ans                  | P                             | Trans-Luxury Airlines               | Accident de California Trans-Luxury Airlines                                                          | 5 septembre 1946  | 20              |         |
| William Ellis Keyes, Jr.                                      | 25 ans                 | P                             | Eastern Airlines                    | Vol 665                                                                                               | 12 janvier 1947   | 18              |         |
| Paul Ashton Vick                                              | 18 mois                | P                             | China National Aviation Corporation | | 28 janvier 1947   | 25              |         |
| Eugene Leonard                                                | 38 ans                 | P                             | Air France                          | | 1er février 1947  | 15              |         |
| Tripolina Meo                                                 | 33 ans                 | P                             | Delta Air Lines                     | Vol 705                                                                                               | 10 mars 1948      | 12              | [ 6 ]   |
| Mark Worst                                                    |                        | P                             | Pan Am                              | Vol 1–10                                                                                              | 15 avril 1948     | 30              | [ 7 ]   |
| Moutafis                                                      |                        | P                             | Sabena                              | Implique un Douglas DC-4                                                                              | 12 mai 1948       | 31              | [ 8 ]   |
| Huang Yu ((zh), hanyu pinyin : Huáng Yù, cantonais : Wong Yu) | 24 ans                 | P                             | Cathay Pacific                      | Miss Macao                                                                                            | 17 juillet 1948   | 25              |         |
| Isaac Allal                                                   | 12 ans                 | P                             | Aero Holland                        | Accident aérien de Hurum                                                                              | 20 novembre 1949  | 34              | [ 9 ]   |
| Olga Rada                                                     | 10 ans                 | P                             | LANSA                               | Implique un Galeras Douglas C-47                                                                      | 24 mai 1950       | 25              | [ 10 ]  |
| Sgt. Haru Sazaki                                              |                        | P                             | U.S. Air Force                      | Implique un Douglas C-47                                                                              | 27 juillet 1950   | 25              | [ 11 ]  |
| P/O P. D. Cliff                                               |                        | P                             | RAF                                 | Accident d'un Aldbury Valetta                                                                         | 6 janvier 1954    | 16              |         |
| Concetta Finamore                                             |                        | P                             | Linee Aeree Italiane                | LAI Vol 451                                                                                           | 24 novembre 1956  | 34              |         |
| Néstor Mata                                                   | 31 ans                 | P                             | Force aérienne philippine           | Implique un Cebu Douglas C-47                                                                         | 17 mars 1957      | 25              | [ 12 ]  |
| Ernest Taylor                                                 |                        | P                             | Eagle Aviation Limited              | | 1 mai 1957        | 34              | [ 13 ]  |
|                                                               |                        | P                             | Austral Líneas Aéreas               | Vol 205                                                                                               | 16 janvier 1959   | 51              | [ 14 ]  |
| Ernest P. "Phil" Bradley                                      | 33 ans                 | P                             | Piedmont Airlines                   | Vol 349                                                                                               | 30 octobre 1959   | 26              | [ 15 ]  |
| Louis Matarazzo                                               |                        | P                             | Allegheny Airlines                  | Vol 371                                                                                               | 1 décembre 1959   | 25              |         |
| Lt. Joseph "Leo" Guenet                                       | 29 ans                 | ME                            | U.S. Air Force                      | Écrasement d'un USAF Lockheed EC-121H Super Constellation                                             | 25 avril 1967     | 15              | [ 16 ]  |
|                                                               |                        | P                             | Aeroflot                            | Vol 15                                                                                                | 29 février 1968   | 83              | [ 17 ]  |
| Capt. George A. Burk                                          | 28 ans                 | P                             | U.S. Air Force                      | Implique un T-29 Convair                                                                              | 4 mai 1970        | 13              |         |
| Juan Loo                                                      | 26 ans                 | ME                            | LANSA                               | Vol 502                                                                                               | 9 août 1970       | 99              | [ 18 ]  |
| Juliane Koepcke                                               | 17 ans                 | P                             | LANSA                               | Vol 508                                                                                               | 24 décembre 1971  | 91              |         |
| Vesna Vulović                                                 | 22 ans                 | ME                            | JAT Yugoslav                        | Vol JAT 367                                                                                           | 26 janvier 1972   | 27              |         |
| Neil James Campbell                                           |                        | P                             | Pan Am                              | Vol 816                                                                                               | 22 juillet 1973   | 78              | [ 19 ]  |
| John McCafferty                                               | 16 ans                 | P                             | Downeast Airlines                   | Vol 46                                                                                                | 30 mai 1979       | 17              | [ 20 ]  |
| Larisa Savitskaya                                             | 20 ans                 | P                             | Aeroflot                            | Vol Aeroflot 811                                                                                      | 24 août 1981      | 31              | [ 21 ]  |
| Remberto Aparicio                                             | 26 ans                 | P                             | Taxi Aéreo El Venado                | Accident d'Embraer Bandeirante à Paipa                                                                | 2 septembre 1981  | 21              | [ 22 ]  |
| AT2 Melissa Kelly                                             | 30 ans                 | P                             | U.S. Navy                           | Accident de l'USN Convair C-131                                                                       | 30 avril 1983     | 14              | [ 23 ]  |
|                                                               | 27 ans                 | P                             | Aeroflot                            | Vol Aeroflot 3519                                                                                     | 23 décembre 1984  | 110             | [ 24 ]  |
| George Lamson Jr.                                             | 17 ans                 | P                             | Galaxy Airlines                     | Vol 203                                                                                               | 21 janvier 1985   | 70              |         |
| Ouologuem                                                     |                        | P                             | Air Mali                            | Accident d'Air Mali (TZ-ACT)                                                                          | 22 février 1985   | 51              | ,       |
| Neuba Yessoh Damase                                           |                        | P                             | VARIG                               | Vol Varig 797                                                                                         | 3 janvier 1987    | 50              |         |
| Cecelia Cichan                                                | 4 ans                  | P                             | Northwest Airlines                  | Vol Northwest Airlines 255                                                                            | 16 août 1987      | 156             |         |
| Lt. Edilberto Villar                                          |                        | ME                            | Peruvian Navy                       | Catastrophe aérienne d'Alianza Lima                                                                   | 8 décembre 1987   | 43              | [ 27 ]  |
| Fahraddin Balaev                                              |                        | P                             | Forces aériennes soviétiques        | Accident d'un CCCP-86732 des forces aériennes soviétiques                                             | 11 décembre 1988  | 77              | [ 28 ]  |
| Bambang Sumadi                                                |                        | P                             | Armée de l'air indonésienne         | Accident d'un A-1324 de l'armée de l'air indonésienne                                                 | 5 octobre 1991    | 136             |         |
| Annette Herfkens                                              | 31 ans                 | P                             | Vietnam Airlines                    | Vol 474 de Vietnam Airlines                                                                           | 14 novembre 1992  | 30              |         |
| Erika Delgado                                                 | 9 ans                  | P                             | Intercontinental de Aviación        | Vol 256                                                                                               | 11 Janvier 1995   | 52              |         |
| Ulziibayar Sanjaa                                             | 27 ans                 | P                             | MIAT Mongolian Airlines             | | 21 septembre 1995 | 42              | [ 29 ]  |
| Irianto                                                       | 40 ans                 | P                             | Dirgantara Air Service              | Vol 5940                                                                                              | 7 décembre 1996   | 18              | [ 30 ]  |
| Chanayuth Nim-anong                                           | 14 mois                | P                             | Vietnam Airlines                    | Vol Vietnam Airlines 815                                                                              | 3 septembre 1997  | 65              | [ 31 ]  |
| Sergei Petrov                                                 | 37 ans                 | ME                            | Tajik Air                           | Vol 3183                                                                                              | 15 décembre 1997  | 85              |         |
| Youcef Djillali                                               | 28 ans                 | P                             | Air Algérie                         | Vol Air Algérie 6289                                                                                  | 6 mars 2003       | 102             |         |
| Lt. Martin Farkaš                                             |                        | P                             | Slovak Air Force                    | Vol militaire slovaque d'un Antonov An-24                                                             | 19 janvier 2006   | 42              |         |
| James M. Polehinke                                            | 44 ans                 | ME                            | Comair                              | Vol Comair 5191                                                                                       | 27 août 2006      | 49              |         |
| Abdülkadir Akyüz                                              |                        | P                             | AerianTur-M                         | Écrasement d'un avion Balad                                                                           | 9 janvier 2007    | 34              | [ 32 ]  |
|                                                               | 2 ans                  | P                             | Great Lakes Business Company        | Écrasement d'un Kongolo Antonov An-32B                                                                | 26 août 2007      | 14              | [ 33 ]  |
| Surendra Kunwar                                               |                        | ME                            | Yeti Airlines                       | Vol Yeti Airlines 103                                                                                 | 8 octobre 2008    | 18              | [ 34 ]  |
| Robert Decker                                                 | 28 ans                 | P                             | Cougar Helicopters                  | Vol 91                                                                                                | 12 mars 2009      | 17              |         |
| Bahia Bakari                                                  | 13 ans                 | P                             | Yemenia                             | Vol Yemenia 626                                                                                       | 30 juin 2009      | 152             |         |
| Ruben van Assouw                                              | 8, 9, ou 10 ans        | P                             | Afriqiyah Airways                   | Vol Afriqiyah Airways 771                                                                             | 12 mai 2010       | 103             |         |
|                                                               |                        | P                             | Filair                              | Accident d'un Let L-410 à Bandandu                                                                    | 25 août 2010      | 20              |         |
| Francis Mwamba                                                |                        | P                             | Georgian Airways / United Nations   | Vol 834                                                                                               | 4 avril 2011      | 32              |         |
| Alexander Sizov                                               | 52 ans                 | ME                            | Yak-Service                         | Accident du Lokomotiv Iaroslavl                                                                       | 7 septembre 2011  | 44              |         |
| Nimer Djelloul                                                | 21 ans                 | P                             | Forces aériennes algériennes        | Accident du Lockheed C-130 Hercules 7T-WHM algérien                                                   | 11 février 2014   | 77              |         |
| Mailen Diaz Almaguer                                          | 19 ans                 | P                             | Cubana de Aviación                  | Vol Cubana 972                                                                                        | 18 mai 2018       | 112             | ,       |
| Farshad Mahdavinejad                                          |                        | ME                            | Saha Airlines                       | Accident d'un Boeing 707 iranien en 2019                                                              | 14 janvier 2019   | 15              | ,       |
| Vishwash Kumar Ramesh                                         | 40 ans                 | P                             | Air India                           | Vol Air India 171                                                                                     | 12 juin 2025      | 260             | [ 3 ]   |